# Hr.Ms. Gelderland (1900)

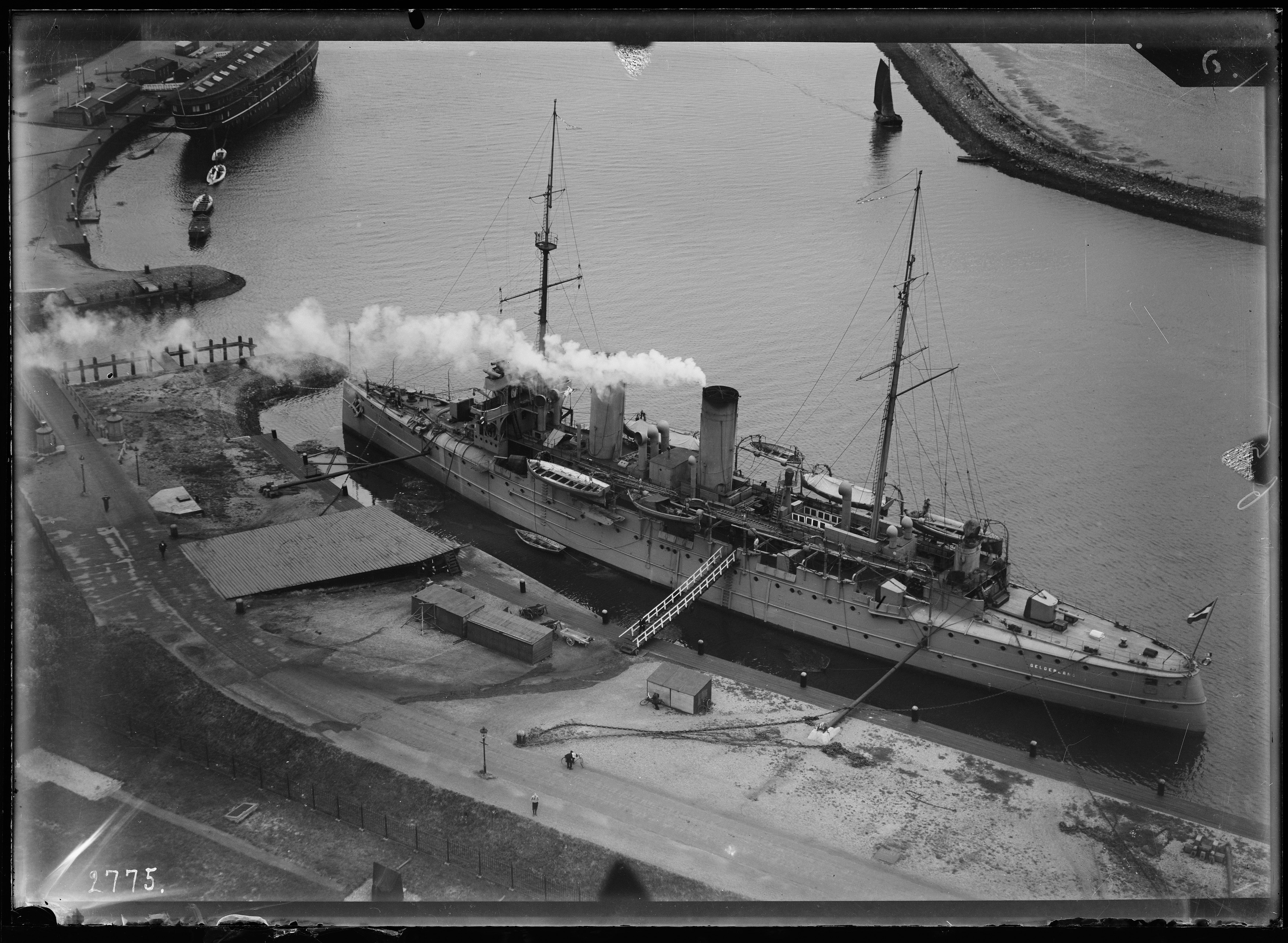
Luchtfoto van de Gelderland (1920-1940), Nederlands Instituut voor Militaire Historie.

Hr.Ms. Gelderland was een Nederlands pantserdekschip van de Hollandklasse, gebouwd door de scheepswerf Fijenoord in Rotterdam. Het schip is genoemd naar de Nederlandse provincie Gelderland. De Gelderland is voornamelijk bekend omdat hij Paul Kruger, de president van de Zuid-Afrikaanse Republiek, naar Europa bracht.

## Diensthistorie
Op 15 juli 1900 werd het schip onder commando van kapitein-ter-zee J.H.L.J. baron Sweerts de Landas Wyborgh in dienst genomen bij de Nederlandse marine.
Eind 1900 bracht de Gelderland president Kruger van de Zuid-Afrikaanse Republiek (Transvaal) van Lourenço Marques naar Marseille. Daarna ging het schip via Algiers en Port Said naar Oost-Indië. Op 18 december 1900, toen het schip op weg was naar Nederlands-Indië, werd het bij Port Said aan bakboord aangevaren door een Engels stoomschip, beladen met kolen. De schade was beperkt, er was schade aan de brug en het gat aan bakboordzijde werd voldoende gestopt om naar Suez te kunnen varen, waar de Gelderland gedokt werd. Er waren geen slachtoffers. Op 6 januari 1901 hervatte men de reis en op 9 januari kwam men aan in Soerabaja.
Op 6 juni 1904 liep het schip samen met zijn zusterschip de Utrecht aan de grond bij Aroes Lampoejang (Zuid-Sumatra) doordat dit niet op de kaart stond. Voor reparatie week men vervolgens uit naar respectievelijk Soerabaja en Singapore.
Op 17 juni 1905, na een tijd te hebben gediend in Nederlands-Indië, keerde de Gelderland samen met de Utrecht en de Noordbrabant terug naar Nederland. De reis, van Tandjong Priok naar Den Helder, ging via Mahé, Perim, Port Said, Algiers en Tanger. De schepen arriveerden op 30 augustus 1905 in Den Helder.
Tijdens de tweede Castrocrisis in 1908 patrouilleerde het schip samen met de Jacob van Heemskerck en de Friesland voor de Venezolaanse kust.
Op 17 juni 1911 vertrok het schip uit Rotterdam met prins Hendrik, die de kroning  van George V van het Verenigd Koninkrijk zou bijwonen. Het laatste deel van de reis werd de Gelderland begeleid door vier Britse torpedoboten.
Op 16 oktober 1912 vertrok het schip met adelborsten naar de Middellandse Zee. Op 11 november kreeg het opdracht om naar Constantinopel te varen vanwege opgelopen politieke spanningen en de direct naderende oorlogsdreiging in verband met de oorlog op de Balkan. Op 18 november ontscheepte het schip een landingsdetachement van 100 man voor de bescherming van de wijk voor gezantschappen aldaar in samenwerking met andere aanwezige mogendheden.
Op 30 mei 1913 loste de Kortenaer het schip af in Constantinopel. Men keerde op 19 juni 1913 terug in Den Helder.
Op 14 maart 1917 vond er aan boord van de Gelderland een explosie plaats tijdens een patrouille langs de Nederlandse kust. Hierbij kwam één man om het leven en negen anderen raakten zwaargewond. Bij terugkomst in Den Helder werd het schip uit dienst genomen en vond er onderhoud plaats. In 1920 werd het schip omgebouwd tot trainingschip.

### DeGelderlandtijdens de Tweede Wereldoorlog
Bij het uitbreken van de Tweede Wereldoorlog was het schip nog in dienst bij de Nederlandse marine als kustverdedigingsschip. Het schip, liggend op de Rijkswerf te Den Helder, viel ontwapend in de handen van de Duitse strijdkrachten. De Duitse strijdkrachten lieten het schip bij N.V. C. v.d. Giessen en Zonen verbouwen tot luchtdoelbatterij. Nadat de verbouwing was afgerond, werd het schip hernoemd tot Niobe en werd het ingezet in de Oostzee. Daar werd het schip op 16 juli 1944 door Russische vliegtuigen in de Finse Golf tot zinken gebracht. Na de Tweede Wereldoorlog werd het schip door de Finnen gelicht en verschroot.